# Eric Leman
Eric Leman, född den 17 juli 1946 i Ledegem, är en belgisk före detta professionell landsvägscyklist som är mest känd för sina tre segrar i Flandern runt.

## Meriter
1968
Vinnare av Kuurne-Bryssel-Kuurne
Vinnare av etapp 2 i Dunkirks fyradagars
Vinnare av etapp 21 i Tour de France
Vinnare av Porto-Lissabon
2:a i Kampioenschap van Vlaanderen
3:a i Paris-Tours
6:a i Tour de Luxembourg
1969
Vinnare av Dwars door België
Vinnare av etapp 3a i Paris-Nice
Vinnare av etapperna 1, 2, 5 och 7 i Vuelta a Andalucía
Vinnare av etapp 3 i Tour de France
Vinnare av etapp 6b i Critérium du Dauphiné Libéré
3:a i Vallonska pilen
4:a i Liège-Bastogne-Liège
9:a i Milano-Sanremo
1970
Vinnare av Flandern runt
Vinnare av etapp 4 i Paris–Nice
Vinnare av etapp 1 och 3b i Vuelta a Andalucía
Vinnare av prologen i Belgien runt
2:a i Kuurne-Bryssel-Kuurne
2:a i Dwars door België
3:a i Paris-Roubaix
4:a i Super Prestige Pernod
1971
Vinnare av Gullegem Koerse
Vinnare av Kampioenschap van Vlaanderen
Vinnare av Omloop der Vlaamse Ardennen
Vinnare av Omloop Mandel-Leie-Schelde
Vinnare av etapperna 1a och 5a i Critérium du Dauphiné Libéré
Vinnare av etapperna 1, 2a och 4 i Paris–Nice
Vinnare av prolog B och etapp 2 i Vuelta a Andalucía
Vinnare av etapp 1a, 6a och 7 i Tour de France
2:a i Kuurne-Bryssel-Kuurne
2:a i Nokere Koerse
5:a i Rund um den Henninger Turm
6:a i Paris-Roubaix
1972
Vinnare av Flandern runt
Vinnare av etapp 4 i Dunkirks fyradagars
Vinnare av etapperna 1 och 3 i Paris–Nice
Vinnare av etapp 2 i Belgien runt
Vinnare av Gran Premio Valencia
2:a i Grand Prix d'Isbergues
6:a i Rund um den Henninger Turm
1973
Vinnare av Flandern runt
Vinnare av etapp 2b i Paris–Nice
4:a i Paris-Tours
1974
Vinnare av etapp 4 i Paris–Nice
Vinnare av etapp 2 i Vuelta a España
2:a i Milano-Sanremo
4:a i Vallonska pilen
4:a i Paris-Tours
5:a i Flandern runt
5:a i Paris-Roubaix
9:a i Super Prestige Pernod
1975
Vinnare av etapp 1 i Paris–Nice
3:a i Memorial Samyn
1976
Vinnare av Omloop van Midden-Vlaanderen
7:a i Flandern runt
1977
Vinnare av etapp 4 i Vuelta a Aragón